# Gevær
Gevær (af tysk: (sich) wehren; 'værge sig') var oprindelig betegnelsen for ethvert personligt våben – herunder også blankvåben (jf. tysk: Seitengewehr) – men er senere blevet et overbegreb, som omfatter alle håndskydevåben med langt løb i modsætning til håndskydevåben med kort løb – pistoler og revolvere. Geværer med et kortere løb kaldes karabiner. 

## Inddeling
Geværer kan inddeles på flere måder. En grundlæggende inddeling er i forladere og bagladere. Forladegeværer bruges nu kun til sportsskydning og af såkaldte reenactment-grupper. En anden grundlæggende inddeling er i geværer med glat løb og geværer med riflet løb (rifler). Man kan også inddele i enkeltskudsvåben og geværer med magasin til flere patroner, og disse sidste kan igen deles i repetergeværer, halvautomatiske og fuldautomatiske våben.

## Historie

### Ildrøret
De første skydevåben, som fremkom efter at krudtet var kommet til Europa omkring år 1400, var simple ”ildrør”, som bestod af et jernrør, som var lukket i den ene ende, og hvor der tæt ved den lukkede ende var boret et fænghul. En træstok eller træklods fungerede som kolbe. I de følgende godt 400 år skete udviklingen af geværet stort set kun med hensyn den mekanisme, som sørger for, at krudtet i løbet bliver antændt, den såkaldte lås.

### Hagebøssen
Ret hurtigt opfandt man en simpel låsemekanisme, luntelåsen, hvor en fjederudløst vægtstang kaldet hanen fik en brændende lunte til at slå ned i fængkrudtet, som lå i en lille fordybning ved fænghullet. Under piben var våbnet forsynet med en hage, der kunne støtte mod anlægget og dermed reducere rekylet. Luntelåsen var i brug helt til omkring år 1700, men der blev dog i løbet af 1600-tallet også udviklet andre låsetyper, herunder hjullåsen, hvor et tandhjul rev gnister af et stykke svovlkis, og snaphanelåsen, hvor tandhjulet var erstattet af et stykke riflet stål. En videreudvikling af snaphanelåsen var den meget driftsikre og derfor meget anvendte flintelås, som kom i brug omkring år 1700 og forblev i brug til midt i 1800-tallet.

### Perkussionsgeværet
En ny og betydningsfuld udvikling indtraf, da man opfandt perkussionslåsen omkring 1820. Dens princip var, at en lille kapsel indeholdende det meget stødfølsomme knaldkviksølv blev anbragt over fænghullet. Ved et slag med hanen eksploderede knaldkviksølvet og sendte en ildstråle igennem fænghullet ind til krudtladningen. Hermed var fænghætten opfundet, men den var endnu ikke blevet en del af patronen. Samtidig begyndte man dog at eksperimentere med en slags patroner, hvor projektil og krudtladning var samlet i et lille papirshylster.

### Riflen
I begyndelsen af 1800-tallet fandt man også ud af, at et projektil, der blev bragt til at rotere, var langt mere stabilt og havde en længere bane end et ikke roterende projektil. Man udfræsede derfor spiralformede riffelgange i geværløbene, hvilket var en teknisk meget vanskelig procedure. Riflerne blev først rigtig effektive, da den franske officer Charles Minié indførte spidsprojektilet til afløsning for det hidtil anvendte kugleformede projektil. I midten af 1800-tallet var det mest anvendte gevær en forladeperkussionsriffel.

### Bagladegeværet
I 1800-tallets første del begyndte man også at forsøge sig med bagladegeværer. Problemet var her at opnå gastæthed, således at krudtgassen ikke undslap bagud. Det første nogenlunde effektive bagladegevær var tyskeren von Dreyses tændnålsgevær, som blev indført i den preussiske hær i 1842. I løbet af 1860´erne lykkedes det at fremstille effektive bagladegeværer, og samtidig blev enhedspatronen, hvor tændsats, krudtladning og projektil var samlet i ét hylster af messing eller pap, almindelig anvendt. Siden er der ikke sket nogen væsentlig ændring med hensyn til geværets grundlæggende funktion, men udviklingen er gået i retning af en større og større automatisering af geværet.

## Nutidens gevær
Geværer bruges i nutiden i hovedsagen til militære formål, til jagt og til sportsskydning. Militært bruges det egentlige lange gevær fortsat til finskydning, men ellers er det almindeligste personlige våben for den enkelte soldat nu om dage et automatvåben af karabintypen. Til jagtformål bruges glatløbede haglgeværer til jagt på småvildt. Et glatløbet jagtgevær er ofte forsynet med to løb, som er anbragt ved siden af hinanden eller over hinanden. Enkeltløbede haglgeværer med magasin findes også, men må i Danmark kun bruges hvis de er indrettet til kun at rumme to patroner. Til jagt på større vildt bruges repeterrifler. Til sportsskydning bruges både haglgeværer og rifler.